# 問田憲輔
問田 憲輔（といた けんすけ、1967年4月20日 - ）は、岡山県出身の元俳優。宝井プロジェクトに所属していた。

## 人物
身長188cm。血液型O型。
特技は英会話、スポーツ全般。

## 出演作品

### テレビドラマ

#### 日本テレビ
- もっとあぶない刑事（1989年） - 尾藤彰
- 火曜サスペンス劇場 / 森村誠一の結婚株式会社（1990年）
- 静かなるドン（1994年） - 白陽会組員
- 奇跡の人（1998年）
- 土曜ドラマ
  - あした天気になあれ。（2003年） - 保育園児の父
  - ごくせん（2005年） - 川島
  - 受験の神様（2007年）
  - 華麗なるスパイ（2009年） - SP

#### TBS
- 人生は上々だ（1995年）
- チープラブ（1999年）
- 百年の物語 第2夜（2000年） - チンピラ
- 金曜ドラマ / 世界で一番熱い夏（2001年）
- 東芝日曜劇場
  - サラリーマン金太郎（2002年） - 大男
  - Mの悲劇（2005年）
- 青春の門-筑豊篇-（2005年）
- 水曜プレミア / 夜王 〜YAOH〜（2005年）
- ナショナル劇場 / 特命!刑事どん亀（2006年）
- カクレカラクリ（2006年）

#### フジテレビ
- 新 木曜の怪談（1996年）
- 水曜劇場
  - ギフト（1997年） - 暴力団員
  - ショムニFINAL（2002年）
- 木曜劇場
  - イヴ 〜 Santaclaus Dreaming 〜（1997年）
  - お仕事です!（1998年）
  - 合い言葉は勇気（2000年） - 守衛
  - ビッグマネー!〜浮世の沙汰は株しだい〜（2002年） - 佐々木
  - 美女か野獣（2003年） - SP
- ナニワ金融道 3（1998年）
- きらきらひかる（1998年）
- 世にも奇妙な物語
  - 世にも奇妙な物語 春の特別編 「くしゃみ」（1998年）
  - 世にも奇妙な物語 SMAPの特別編 「オトナ受験」（2001年） - 警官
  - 世にも奇妙な物語 秋の特別編 「仇討ちショー」（2001年） - マッチョ
- 走れ公務員!（1998年）
- 古畑任三郎（1999年） - 村の男
- 傷だらけの女（1999年）
- らせん（1999年） - 杉崎竹雄
- 救命病棟24時（2001年） - 匕首を持った男
- 真珠夫人（2002年） - 大男の客
- ゴールデンシアター / E.YAZAWA 成りあがり（2002年）
- WATER BOYS2（2004年） - 係員
- ディビジョン1 / ハングリーキッド（2004年）
- 土曜プレミアム / 新・美味しんぼ（2009年）

#### テレビ朝日
- 土曜ワイド劇場
  - 離婚カップル探偵する 第1作（1990年） - 岩永の手下
  - 法医学教室の事件ファイル 第6作（1997年） - 強盗
  - 車椅子の弁護士・水島威 第3作（1997年） - 阿部
- はぐれ刑事純情派（1999年）
- 未来戦隊タイムレンジャー（2000年） - レスリング選手
- はみだし刑事情熱系（2001年）
- 木曜ドラマ（2002年）
  - 眠れぬ夜を抱いて - ヤクザ
  - サトラレ - 工事関係者
- 相棒
  - （2002年） - 武装グループ
  - （2006年） - 黒服の男
  - （2007年） - 工作協力者

#### サイエンスチャンネル
- エメラルドの秘密（2002年）

### 映画
- カポネ大いに泣く（1985年） - 倉田組組員
- 彼女が水着にきがえたら（1989年）
- ミスター・ベースボール（1992年） - 八木
- 絆 -きずな-（1998年） - ボディーガード
- アンドロメディア（1998年） - ボディーガード
- 共犯者（1999年） - 山城会組員
- 宣戦布告（2002年） - SP長

### 舞台
- ガラスの仮面 三幕（1988年）